# لوگان (لارنس کانتی)
لوگان، لارنس کانتی (انگلیسی: Logan, Lawrence County, Indiana) یک سکونتگاه مسکونی در لارنس کانتی، در ایالات متحده است.
لوگان در اطراف خطوط راه آهن قرار گرفته است.